# Joaquim Brustenga i Etxauri
Joaquim Brustenga i Etxauri   (6 de gener de 1951) és advocat, escriptor i polític català. Va exercir com a regidor i alcalde del seu municipi entre 2003 i 2015, continuant una llarga tradició familiar de càrrecs públics que es remunta als segles xviii i xix. També ha destacat per la seva vinculació amb la poesia visual, amb obres publicades en antologies i exposicions internacionals.
En l'àmbit literari, Brustenga ha publicat diversos llibres de narrativa i poesia, obtenint reconeixements com el Premi de novel·la curta Manuel Cerqueda Escaler i el Premi Fiter i Rossell. Els seus textos han aparegut en revistes especialitzades i participa activament en mitjans comarcals. És membre de l'Associació d'Escriptors en Llengua Catalana i va ser nomenat Persona de l'any al seu poble l'any 2022.